# New York Knicks 1983-1984
La stagione 1983-84 dei New York Knicks fu la 35ª nella NBA per la franchigia.
I New York Knicks arrivarono terzi nella Atlantic Division della Eastern Conference con un record di 47-35. Nei play-off vinsero il primo turno con i Detroit Pistons (3-2), perdendo poi la semifinale di conference con i Boston Celtics (4-3).

## Roster
| N° | Naz.                   | Ruolo | Sportivo        | Anno | Alt. | Peso |
| -- | ---------------------- | ----- | --------------- | ---- | ---- | ---- |
| 2  | Stati Uniti (bandiera) | G     | Rory Sparrow    | 1958 | 188  | 79   |
| 4  | Stati Uniti (bandiera) | G     | Darrell Walker  | 1961 | 193  | 82   |
| 6  | Stati Uniti (bandiera) | G     | Trent Tucker    | 1959 | 196  | 88   |
| 13 | Stati Uniti (bandiera) | G     | Ray Williams    | 1954 | 191  | 85   |
| 18 | Stati Uniti (bandiera) | GA    | Ernie Grunfeld  | 1955 | 198  | 95   |
| 23 | Stati Uniti (bandiera) | AC    | Truck Robinson  | 1951 | 201  | 102  |
| 25 | Stati Uniti (bandiera) | C     | Bill Cartwright | 1957 | 216  | 111  |
| 30 | Stati Uniti (bandiera) | A     | Bernard King    | 1956 | 201  | 93   |
| 40 | Stati Uniti (bandiera) | C     | Marvin Webster  | 1952 | 216  | 102  |
| 41 | Stati Uniti (bandiera) | GA    | Rudy Macklin    | 1958 | 201  | 93   |
| 44 | Stati Uniti (bandiera) | AC    | Len Elmore      | 1952 | 206  | 100  |
| 45 | Stati Uniti (bandiera) | AC    | Eric Fernsten   | 1953 | 208  | 93   |
| 55 | Stati Uniti (bandiera) | A     | Louis Orr       | 1958 | 203  | 79   |

## Staff tecnico
- Allenatore: Hubie Brown
- Vice-allenatori: Richie Adubato, Rick Pitino